# Open de Singapour de squash
L'Open de Singapour de squash est un tournoi de squash qui se tient à Shanghai en Singapour en novembre. Il fait partie du PSA World Tour. La première édition se déroule en 2022.

## Palmarès

### Hommes
| Année | Champion            | Finaliste   | Score                                 |
| ----- | ------------------- | ----------- | ------------------------------------- |
| 2024  | Ali Farag           | Diego Elías | 6-11, 7-11, 11-8, 11-1, 11-4 (70 min) |
| 2023  | Ali Farag           | Diego Elías | 6-11, 11-4, 14-12, 11-8 (72 min)      |
| 2022  | Mohamed El Shorbagy | Diego Elías | 11-6, 11-6, 11-8 (45 min)             |

### Femmes
| Année | Championne  | Finaliste        | Score                                  |
| ----- | ----------- | ---------------- | -------------------------------------- |
| 2024  | Amina Orfi  | Hania El Hammamy | 9-11, 11-9, 11-13, 11-1, 11-9 (96 min) |
| 2023  | Nele Gilis  | Tinne Gilis      | 11-6, 12-10, 8-11, 5-11,11-4 (82 min)  |
| 2022  | Joelle King | Nour El Tayeb    | 11-6, 12-10, 11-4 (40 min)             |